# Maria, Maria (canção)
Maria, Maria é uma canção pelo cantor brasileiro Milton Nascimento, lançada em 1978 no álbum Clube da Esquina 2. A faixa se tornou umas das canções mais popular do Milton Nascimento, sendo a música mais tocada do Milton Nascimento acordo pelo Ecad, se tornado um hino das mulheres,  e sendo certificato ouro pelo Pro-musica Brasil.

## Composição
Em 1976, Milton e o Fernando Brant se reuniram para escrever uma música para o primeiro espetáculo do Grupo Corpo, a música que eventualmente tornaria ’Maria Maria’ era apenas um instrumental que continha o Milton nascimento cantado a melodia principal da música, dois anos depois a música seria regravada para o álbum Clube da Esquina 2, agora com uma letra baseada a uma mulher pobre que Milton viu quanto ele era mais novo.

## Regravações
Em 1980, "Maria Maria" foi famosamente regravada pela Elis Regina no álbum Saudades do Brasil. Mais tarde Elis falou sobre a canção, falando que Se Deus canta, ele tem a voz de Milton Nascimento,  Uma das regravações mais famosas da canção foi feita pela banda carioca Roupa Nova em 1993 no álbum De Volta ao Começo, que vendeu mais de cem mil cópias. No mesmo ano o grupo MPB4 também gravou a canção no álbum Encontro marcado - MPB4 canta Milton Nascimento.

## Vendas e certificações
| Região                                                        | Certificação | Vendas  |
| ------------------------------------------------------------- | ------------ | ------- |
| Brasil (Pro-Música Brasil)                                    | Ouro         | 50,000‡ |
| ‡vendas+valores de streaming baseados somente na certificação |              |         |